# A casa dei Loud: Il film
A casa dei Loud: Il film è un film d'animazione del 2021 diretto da Dave Needham.
Si tratta del primo lungometraggio della serie animata di Nickelodeon A casa dei Loud, prodotto da Nickelodeon Movies e British Film Institute, è stato distribuito sulla piattaforma Netflix dal 20 agosto 2021.

## Trama
Rita Reynolds e Lynn Loud sono genitori di ben undici figli, dieci femmine e un maschio. Ognuna delle sorelle Loud eccelle in qualcosa, ma il maschio Lincoln si può solo ritenersi esperto nella convivenza-sopravvivenza con le sorelle e un semplice bravo prestigiatore, ma le sue sorelle sono talmente brave che, nello stesso giorno, tutte loro ottengono un trofeo e Lincoln, che ha sgobbato per aiutarle a raggiungere quei traguardi, si ritiene oscurato dall'ombra delle dieci sorelle Loud. Il suo amico Clyde lo consola con dei gustosi dolcetti da lui fatti e Linc si deprime di più nel vedere che pure il suo migliore amico è più bravo di lui. Clyde attribuisce questa sua bravura culinaria a pura genetica: quando andò in vacanza in Francia con sua nonna, scoprì che la sua famiglia è parte di una lunga dinastia di rinomati chef.
Il discorso incuriosisce Lincoln, che convince la famiglia a visitare la terra dei loro antenati che si scopre essere in Scozia. Nonostante il basso budget, che li costringe a viaggiare nella stiva dell'aereo, tutti e tredici i Loud giungono in Scozia, presso uno strambo villaggio i cui abitanti sono tutti emozionati per il loro arrivo: si scopre che i Loud non solo sono giunti nella terra dei loro avi, ma che il Clan Loud fondò e governò proprio il villaggio che stanno visitando, Loch Loud, almeno finché il clan non decise di restarsene in America dopo la loro vacanza. Mentre il giardiniere Angus fa visitare il castello Loud alla famiglia, c'è solo un'unica abitante del villaggio non contenta dell'arrivo dei Loud: Morag la custode del castello.
La famiglia si adatta bene nel castello, ognuno può usufruire di una propria stanza, del proprio bagno e pure di una compagnia famigliare quando il drago di famiglia (Lela) si schiude all'arrivo della famiglia Loud e quando Lucy evoca lo spirito della sua diretta discendente Lucille. Lincoln scopre che il suo diretto discendente, anch'esso circondato da dieci sorelle e con i capelli bianchi, era proprio il Duca di Loch Loud e chiede ad Angus come si può diventarlo. Angus risponde che il Duca viene nominato tale dopo che fa qualcosa di utile per la città e, il giorno dopo, Lincoln si mette a sistemare le follie architettoniche create dal Clan, come ponti mezzi costruiti e porte d'ingresso troppo alte.
Lincoln sta per venire nominato Duca, ma Morag ricorda che non può esserlo, se si fermerà nel Paese solo per una settimana di vacanza, quindi Lincoln convince la famiglia a restare a Loch Loud e, nonostante l'iniziale esitazione e rifiuto, Linc li convince definitivamente ricordando che il castello, differentemente da casa loro, ha più di un solo bagno. Lincoln è incoronato Duca dopo che Morag enuncia un discorso di incoronamento dove ricorda della vacanza senza ritorno del Clan Loud, facendo incuriosire Lucille, che spiega a Lucy che lei e la sua famiglia volevano fare ritorno a casa, ma la loro draghessa li tenne lontani dalla Scozia e pretese che suo fratello restituisse la corona, questo perché, come dice la leggenda, il Drago Loud segue fedelmente i suoi padroni finché non li ritiene degni, quindi il Clan tornò in America per restarci.
Intanto, Morag tira fuori il diario della prima custode di Castel Loud, Aggie ed era anche la sua prozia defunta, è viene rivelato che la ribellione del drago fu opera della custode, che usò lo scettro del duca e la gemma del drago per ipnotizzarlo. Il perché di tale astio nei confronti dei Loud è lo stesso di Morag: i Loud, tenendo fede al loro nome, erano caotici e rumorosi, privando le custodi della tanto agognata pace e tranquillità. Nel diario, Morag trova la gemma del drago e mette in atto il suo piano per liberare l'intera Scozia dai Loud una volta per tutte. Origliando una conversazione telefonica tra Lincoln e Clyde, Morag scopre che il novello Duca teme di essere messo in ombra dalle sorelle e, il giorno dopo, si assicura che le sorelle Loud prendano tutte le attenzioni degli abitanti, spingendo Lincoln a cavalcare Lela e mettersi in mostra. Proprio in quel momento, Morag ipnotizza il drago con la pietra e gli fa devastare la città, facendo così sembrare che Lincoln sia stato il responsabile.
I cittadini sono furiosi e, dato che non sono intenzionati a parlarne civilmente, Lincoln abdica e decide di tornare a casa con la famiglia. Ossessionata dalla vittoria e dal potere, Morag ne approfitta e comunica ai cittadini che Lincoln gli ha ceduto la corona e ora la legittima duchessa di Loch Loud, ma Angus, non potendo stare zitto a guardare, la smaschera, ma Morag ha ancora il controllo sul drago e lo aizza contro il popolo. Nel frattempo, Lucille trova il diario di Aggie e scopre la verità dietro la partenza del Clan e la famiglia Loud e lo comunica a Lincoln e le sue sorelle che tornano in città e, con l'aiuto di Angus, iniziano una battaglia per il possesso della pietra del drago. Lincoln, alla fine, si ritrova isolato contro Morag e, facendo uso della sua unica abilità, usa la prestidigitazione per tenere distratta Morag, mentre la piccola Lily le sottrae lo scettro e la pietra, che viene subito distrutta. Lincoln è riaccolto come eroe, mentre Lela abbandona Morag su uno scoglio popolato da foche.
Tuttavia, Lincoln ammette di non potersi meritare di nuovo la corona, poiché l'ha voluta con egoismo, con l'intento di dimostrarsi migliore delle sorelle, perciò la cede all'unico uomo che veramente la merita: Angus. Ad appoggiare questa decisione sono anche i fantasmi del Clan Loud e, mentre Loch Loud celebra l'incoronazione del Duca Angus, le sorelle Loud confortano Lincoln e gli spiegano che mai e poi mai si deve sentire nella loro ombra, poiché è grazie a lui se sono veramente popolari.
Dopo aver riparato la città, i Loud fanno ritorno a casa. Nei titoli di coda, si scopre che Morag è stata poi riportata sulla terraferma da Angus, nonostante ora debba servire i fantasmi del Clan Loud per l'eternità.